# 小井堀町
小井堀町（こいぼりちょう）は、愛知県名古屋市名東区の地名。丁番を持たない単独町名である。住居表示未実施。

## 地理
名古屋市名東区東端部に位置する。東は長久手市熊田、西は姫若町、南は猪高町上社、北は望が丘・宝が丘に接する。

### 河川
- 植田川

## 歴史

### 町名の由来
大字上社の字小井堀に由来する。

### 沿革
- 1984年（昭和59年）2月11日 - 名古屋市名東区猪高町大字上社および大字藤森の各一部により、同区小井堀町として成立[1]。

## 世帯数と人口
2019年（平成31年）4月1日現在の世帯数と人口は以下の通りである。
| 町丁     | 世帯数  | 人口  |
| -------- | ------- | ----- |
| 小井堀町 | 147世帯 | 312人 |

### 人口の変遷
国勢調査による人口の推移
| 2000年（平成12年） | 238人 | [ WEB 6 ] |  |
| 2005年（平成17年） | 388人 | [ WEB 7 ] |  |
| 2010年（平成22年） | 385人 | [ WEB 8 ] |  |
| 2015年（平成27年） | 338人 | [ WEB 9 ] |  |

## 学区
市立小・中学校に通う場合、学校等は以下の通りとなる。また、公立高等学校に通う場合の学区は以下の通りとなる。
| 番・番地等 | 小学校               | 中学校               | 高等学校 |
| ---------- | -------------------- | -------------------- | -------- |
| 全域       | 名古屋市立上社小学校 | 名古屋市立上社中学校 | 尾張学区 |

## 交通
- 東名高速道路 名古屋インターチェンジ[2]
- 愛知県道60号名古屋長久手線（東山通・グリーンロード[注釈 3]）

※ 当地内に利用可能な鉄道駅はない。最寄り駅は本郷（名古屋市営地下鉄東山線）または藤が丘（名古屋市営地下鉄東山線・愛知高速交通東部丘陵線（リニモ））。

## その他

### 日本郵便
- 郵便番号 : 465-0044[WEB 3]（集配局：名東郵便局[WEB 12]）。